# Adana Demirspor
Pour les articles homonymes, voir Adana (homonymie).
Maillots
Actualités
Dernière mise à jour : 14 février 2025.
Adana Demirspor est un club turc de football basé à Adana.

## Historique
- 1940 : fondation du club par les travailleurs du chemin de fer.

## Bilan sportif

### Palmarès
- Championnat de Turquie de deuxième division
  - Champion : 1973, 1987, 1991, 2021

- Coupe de Turquie
  - Finaliste : 1978

### Bilan européen
Note : dans les résultats ci-dessous, le score du club est toujours donné en premier
| Saison    | Compétition             | Tour             | Club      | Domicile | Extérieur | Total             |
| --------- | ----------------------- | ---------------- | --------- | -------- | --------- | ----------------- |
| 2023-2024 | Ligue Europa Conférence | Deuxième tour Q  | CFR Cluj  | 2 - 1    | 1 - 1     | 3 - 2             |
| 2023-2024 | Ligue Europa Conférence | Troisième tour Q | NK Osijek | 5 - 1    | 2 - 3     | 7 - 4             |
| 2023-2024 | Ligue Europa Conférence | Barrages Q       | KRC Genk  | 1 - 0 ap | 1 - 2     | 2 - 2 (4 - 5 tab) |

Légende
- Victoire ou qualification pour le tour suivant
- Match nul
- Défaite ou élimination de la compétition

## Logos de l'histoire du club

Ancien logo
Ancien logo